# Usuario final
En informática, el término usuario final designa a la persona o personas que van a manipular de manera directa un producto de software.
Usuario final no es necesariamente sinónimo de cliente o comprador. Una compañía puede ser un importante comprador de software, pero el usuario final puede ser solamente un empleado o grupo de empleados dentro de la compañía, como un administrativo o un capturista. El concepto clave es la interacción directa con el programa, no la propiedad.
En el caso del software de gran distribución, el cliente o comprador es por lo general el mismo que el usuario final.
La costumbre tendería a hacernos pensar en “consumidores finales”, pero el término “consumidor” no es adecuado en el software, ya que la gran mayoría de los recursos de no se agotan al utilizarlos.
Este contrato de licencia de software de usuario final (EULA, por sus siglas en inglés) es un acuerdo vinculante entre el usuario titular de la licencia (“Usuario final”), que expone los términos y condiciones que rigen el uso y el funcionamiento de los productos de software de computadoras  (el “Software”) y las especificaciones técnicas escritas para el uso y el funcionamiento del Software.
- Datos: Q528074
- Multimedia: Users / Q528074